# Equipo Sirius
Equipo Sirius fue una editorial española independiente que formaba parte del movimiento de editores Bibliodiversidad, especializada en divulgación científica. Su catálogo abarcaba títulos y áreas para todos los niveles, desde la formación universitaria hasta infantil y juvenil.

## Trayectoria
La editorial se constituyó en 1985 en Madrid, siendo su fundador Jorge Ruiz Morales. Su primera actividad fue la edición de la revista Tribuna de Astronomía, que actualmente se llama AstronomíA. En la  actualidad esta revista ya no es propiedad de Equipo Sirius, y desde enero de 2013 es editada por otra. El primer libro editado fue en diciembre de 1986.
Se destacó por publicar autores cercanos, españoles o de países hispanohablantes, científicos, técnicos y divulgadores, preocupados por transmitir una idea de la tecnociencia asequible, formativa y entretenida.

## Actividad editorial
- Primer libro publicado en 1986 ISBN 978-84-86639-00-6.

- Primera obra dedicada a la mujer en la Astrofísica, en 1987 ISBN 978-84-86639-84-6.

- Primer libro electrónico en 1998 ISBN 978-84-86639-88-4.

- Edita en el 2001 la primera revista especializada en narrativa de género, 2001, que en su segunda época pasa a llamarse Galaxia. Es cuando recibe el premio a la mejor publicación de literatura fantástica en el año 2003, otorgado por la Sociedad Europea de Ciencia-Ficción.

- En el año 2003 crea el sello editorial Transversal, especializado en la narrativa de género: ciencia ficción, fantasía, novela histórica y terror.

- En 2007 fue la primera editorial europea que presentó un libro (Metaversos, ISBN 978-84-96554-30-6) en Second Life.

- En el año 2009 crea el Premio Astro de ficción científica o de ciencia ficción hard.

- Desde 2001 hasta su cierre, en 2013, vino desarrollando libros electrónicos, siendo una de las primeras editoriales españolas en comercializar su catálogo como libro electrónico a través de Todoebook. En el 2009 lanzó su Escaparate de libros electrónicos.

## Colecciones
- Astronomía general

- Milenium

- Ciencia para todos

- Cientemas

- Manuales

## Materias
- Antropología
- Astronomía
- Biología
- Evolución
- Física
- Genética
- Medio ambiente /Meteorología /Ecología

## Transversal
- Ciencia-ficción
- Fantasía
- Novela histórica
- Novela negra
- Terror

## Escritores
Estos son algunos de los autores cuyos libros formaron parte del catálogo de Equipo Sirius.
- Juan Miguel Aguilera (Mundos en la Eternidad) ISBN 978-84-95495-10-5

- Víctor Conde (El Tercer nombre del Emperador)

- Daniel Altschuler (Extraterrestres, dioses, humanos y estrellas) ISBN 978-84-92509-05-8

- Francisco Anguita (Crónicas del Sistema Solar) ISBN 978-84-95495-39-6

- Miquel Barceló (escritor) (Paradojas: ciencia en la ciencia-ficción I) ISBN 978-84-95495-03-7 (y II) ISBN 978-84-933862-6-9

- Alberto Castro-Tirado (Astronomía X) ISBN 978-84-86639-42-6

- José Luis Comellas (El mundo de las estrellas, Catálogo Messier) ISBN 978-84-95495-89-1

- Juan Fernández Macarrón (La Galaxia en un campo de fútbol) ISBN 978-84-92509-04-1

- Iván Martí Vidal (Café con Física) ISBN 978-84-15119-59-3

- Eduardo Gallego (Sombras de honor ISBN 978-84-96554-42-9

- Carlos Gardini (El Libro de la Tierra Negra Premio Axxón, Vórtice) ISBN 978-84-932820-0-4

- Álvaro Giménez Cañete (Astronomía X) ISBN 978-84-86639-42-6

- Gabriel Guerrero Gómez (Sillmarem I, gambito de dama) ISBN 978-84-96554-13-9, (Sillmarem II, torre por alfil) ISBN 978-84-96554-44-3

- José Antonio López Guerrero-JAL (¿Qué es un transgénico? (y las madres que lo parieron)) ISBN 978-84-92509-02-7

- Gerardo Muñoz (La plica de Balbino el viejo, El rosario de Mahoma, Refugio de libertad, La semilla de la Dama Negra) ISBN 978-84-933862-2-1

- Antxon Olarrea (Orígenes del lenguaje y selección natural) ISBN 978-84-95495-57-0

- José Miguel Pallarés (Tiempo Prestado) ISBN 978-84-933862-7-6

- Miguel Ángel Pérez Oca (Trilogía copernicana, Nuestros señores químicos, Los viajes del Padre Pinzón) ISBN 978-84-933862-0-7

- Arcadio Poveda Ricalde (Materia oscura en el Universo) ISBN 978-84-86639-52-5

- Henry Rider Haggard (Los reyes fantasmas) ISBN 978-84-96554-05-4

- Lem Ryan (Nueva Era) ISBN 978-84-96554-14-6

- Guillem Sánchez (Sombras de honor) ISBN 978-84-96554-42-9

- José Antonio Suárez (Nuxlum, Premio Ignotus a la mejor novela 2001, Sombras en Titán, La luz del infinito) ISBN 978-84-96554-38-2)

- José Miguel Viñas (200 estampas de la temperie) ISBN 978-84-95495-74-7

- Julio Solís García (Cielos Exóticos) ISBN 978-84-86639-67-9

- Teodoro Vives Sotera (Espacio y Tiempo) ISBN 978-84-95495-49-5
- Jesús Caudevilla Pastor (Las cañadas de Achinech) I ISBN 978-84-93386252
- Jorge Ruiz Morales (Construya su Telescopio y algunos accesorios) ISBN 978-84-92509-17-0
- Julio César Monje Bravo (La Luna: selenografía para telescopios de aficionado) / ISBN 978-84-86639-32-7

## Premios que convocó
- Premio Astro de ficción científica conjuntamente con la U.A.M.[3]